# Shonda Rhimes
Shonda Rhimes   (Chicago, 13 de gener de 1970) és una productora i guionista de televisió nord-americana, i fundadora de la productora Shondaland. A partir del 2023, és una de les dones més riques d'Amèrica, amb un patrimoni net de 250 milions de dòlars.
Rhimes es va donar a conèixer com el showrunner —creador, escriptor principal i productor executiu— del drama mèdic Grey's Anatomy (2005-present) i del thriller polític Scandal (2012-2018), tots dos fets per ABC. També ha estat productora executiva de la sèrie d'ABC How to Get Away with Murder (2014-2020) i de la sèrie d'època de Netflix Els Bridgerton (2020-present) i Queen Charlotte: A Bridgerton Story (2023), així com el drama Inventing Anna (2022).
El 2007, 2013 i 2021, Rhimes va ser nomenada per Time a la llista de Time 100, que és la seva llista anual de les 100 persones més influents del món. El 2015, va publicar el seu primer llibre, unes memòries, Year of Yes: How to Dance It Out, Stand in the Sun, and Be Your Own Person.